# 김경 (시인)
김경(金敬, 본명:김종길, 1955년 1월 10일 부산광역시~2018년 7월 23일 경기도 성남시)는 대한민국의 시인이다. 서울대학교 명예교수이자 시인인 정한모의 추천으로 1990년 '현대 시문학'을 통해 등단했다. 현대시인협회에 소속되어 있고, 월간 '시문학'에 평론 및 시를 발표하고 있다.

## 저서
- 중동일기 (1992.8.1)
- 황금소나무 (1994.5.1)
- 바보바다 (1996.4.1)
- 설산을 그리다 (2009.3.27)
- 풍경 (2011.9.9)
- 즐거운 문학 산책 (2021.11.21)

## 평론
- 박목월 평론 '즐거운 산책' (2007년 7월 시문학)
- 변세화의 시 읽기 (2009년)
- 백이운론 -꿈꾸는 풀빛 언어의 집
- 자연과  한 몸이 된 성숙한 여인의 기다림, 이솔의 시 「청띠제비나비가 되어 날아간 단풍잎이」에 대한 소고(小考)
- 낮고 따스한 목소리

-『朴木月 詩 全集 박목월 시 전집』 ※1 다시 읽기
- 영원한 아가씨의 거침없는 활달한 발걸음, 이귀온이 보여주는 두 점의 풍경화와 한 개의 핀셋